# Messier 75
Messier 75 (M75)  även känd som NGC 6864 är en klotformig stjärnhop i stjärnbilden Skytten. Den upptäcktes 1780 av Pierre Méchain  och infördes samma år av hans landsman Charles Messier i dennes katalog över kometliknande objekt.

## Egenskaper
Messier 75 befinner sig omkring 67 500 ljusår bort från jorden och ligger 14 700 ljusår från, och på motsatssidan av Vintergatans centrum. Dess synliga bredd på himlen översatt till en verklig radie är 67 ljusår. M75 klassificeras som klass I, vilket betyder att den är en av de mer tätt koncentrerade klotformiga stjärnhoparna som är kända. Den visar en långsam rotation runt en axel som lutar med en positionsvinkel på −15° ± 30°. Dess absoluta magnitud  är omkring −8,5 och att likställa med 180 000 gånger solens utstrålning.
Messier 75 har en halvljusradie på 9,1 ljusår meden kärnradie på ca 1,6 ljusår och verkar inte ha genomgått kärnkollaps ännu. Massdensiteten i kärnan är 7,9 × 104 solmassor per kubikparsek. Hopen innefattar 38 RR Lyrae-variabler och verkar ha medelstor Oosterhoff-typ vad gäller metallicitet. 62 tänkbara blåa eftersläntrare har identifierats inom stjärnhopens område, varav 60 procent i kärnregionen.
Messier 75 är en del av Gaiakorven, de hypotetiska resterna av en dvärggalax som har slagits samman med Vintergatan. Den är ett haloobjekt med en omloppsperiod på 0,4 miljarder år för ett varv runt galaxen på en mycket uttalad elliptisk bana med en excentricitet på 0,87. Apocenter (maximalt avstånd från jorden) är ca 17 500 parsek.

## Galleri

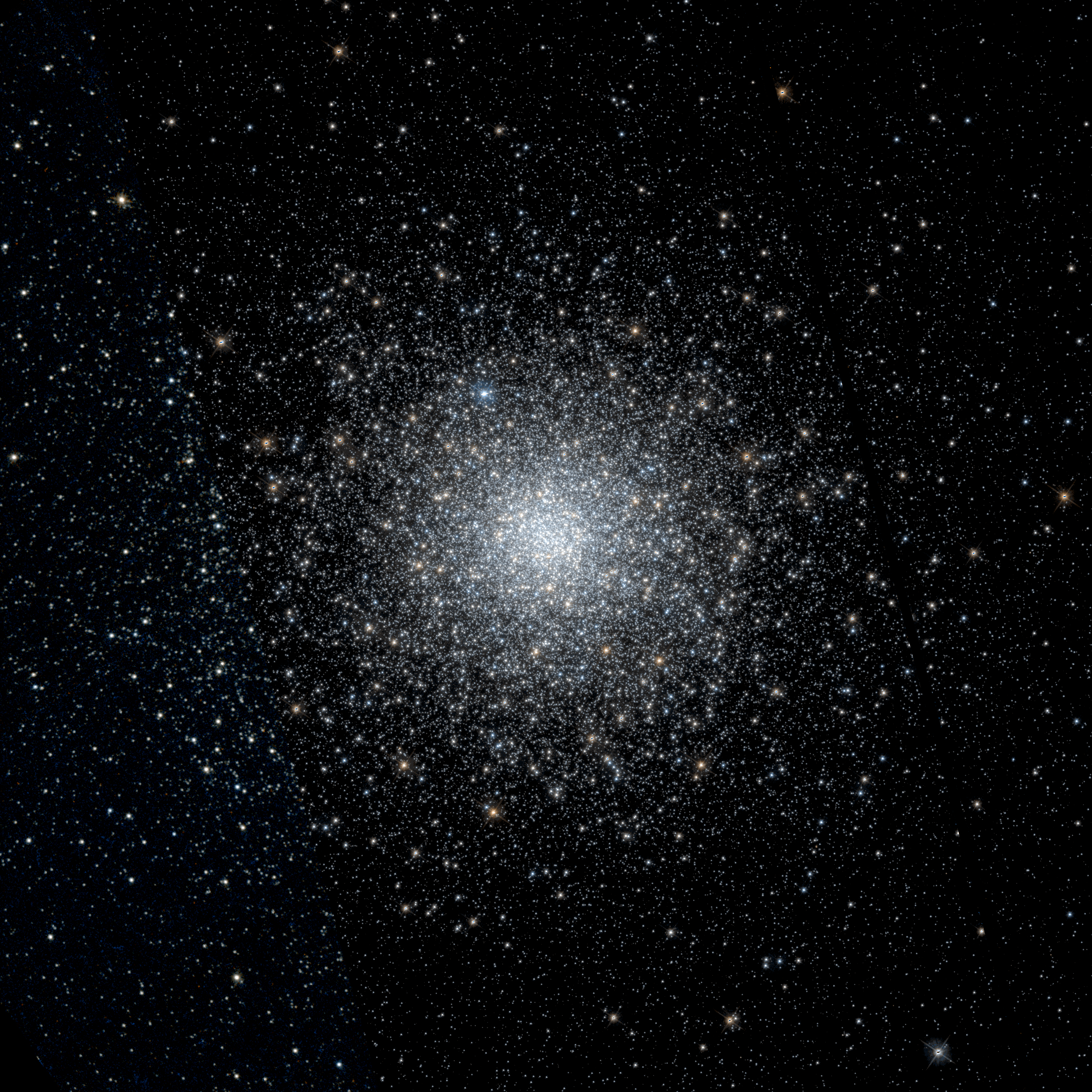
Messier 75 färgsatt med Aladinmjukvara.
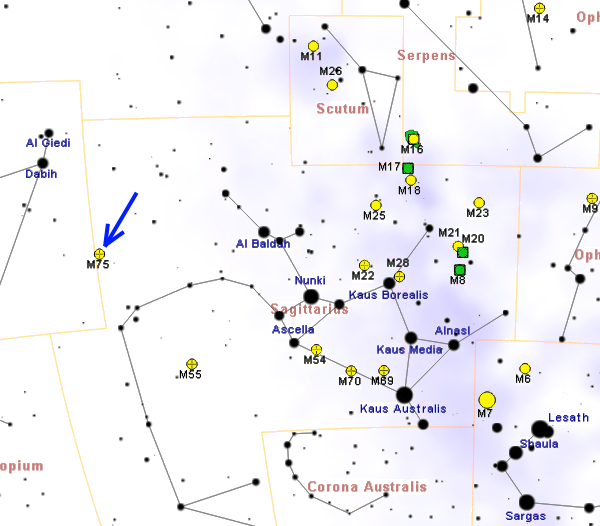
Karta over platsen för M75.